# Marcin Sapa
Pour les articles homonymes, voir SAPA.

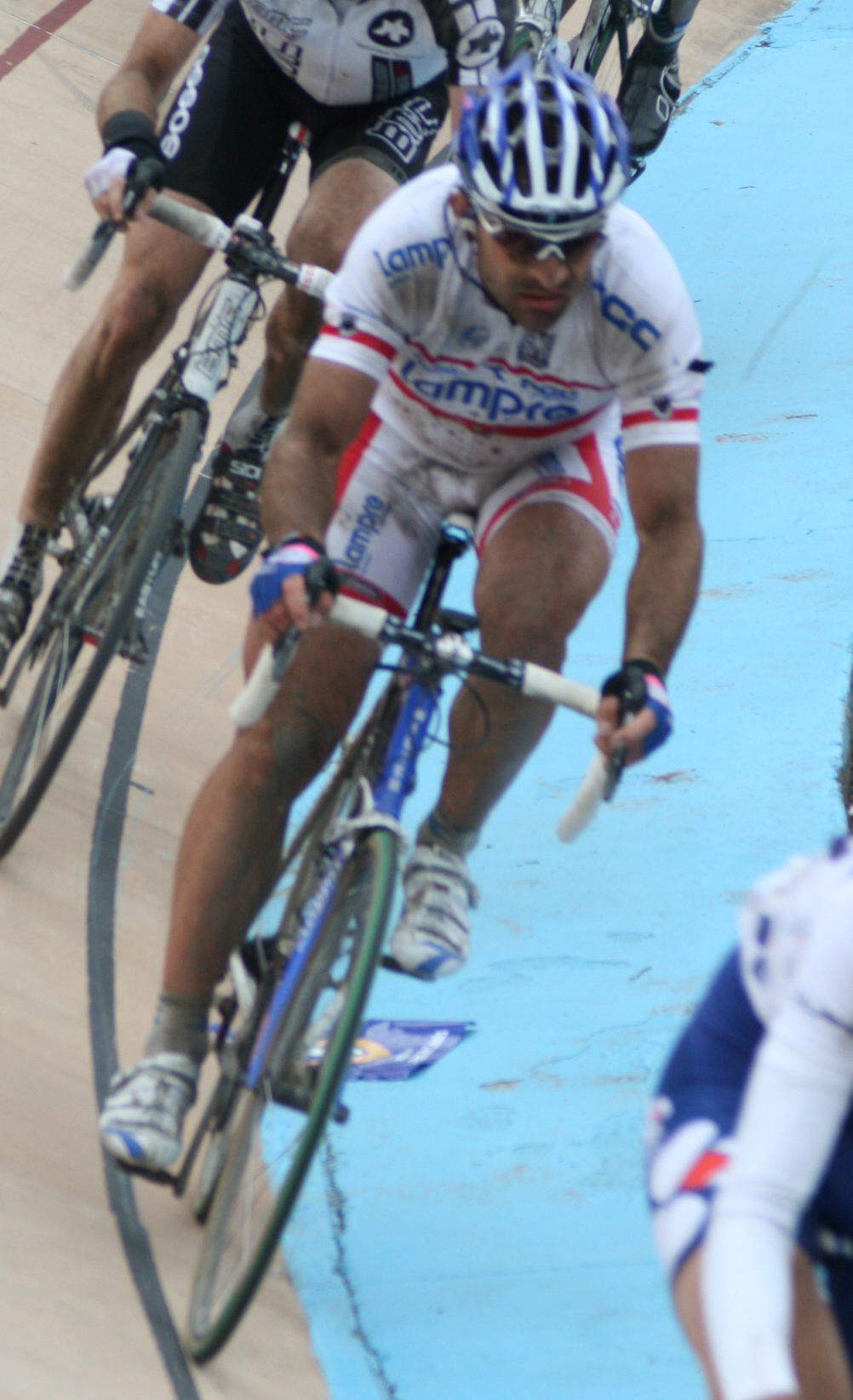
Marcin Sapa, à l'arrivée de Paris-Roubaix 2009

Marcin Sapa, né le 10 février 1976 à Konin, est un coureur cycliste polonais, professionnel entre 2000 et 2013.

## Biographie
Il passe professionnel en 2000.
Il devient champion de Pologne sur route en 2008. L'année suivante, il rejoint l'équipe ProTour Lampre pour deux saisons.
En 2012, il signe au sein de l'équipe BDC-Marcpol. 
En octobre 2014, l'UCI le suspend 18 mois pour un contrôle positif à l'acétazolamide, effectué le 27 juillet 2013, lors du Dookoła Mazowsza, course qu'il avait remporté. Il perd ses résultats obtenus durant la course.

## Palmarès
- 1997
  - 2e du championnat de Pologne de poursuite par équipes
- 1998
  - Skandisloppet
  - 2e du championnat de Pologne du contre-la-montre espoirs
  - 2e du championnat de Pologne sur route espoirs
- 2000
  - 2e du championnat de Pologne du contre-la-montre
- 2001
  - 4e et 10e (contre-la-montre) étapes du Tour du Maroc
- 2002
  - 2e du Bałtyk-Karkonosze Tour
  - 3e du championnat de Pologne du contre-la-montre
- 2003
  - 1re étape du Bałtyk-Karkonosze Tour
  - 2e du Mémorial Andrzej Trochanowski
  - 2e du GP Weltour
  - 2e de l'Inter. Course 4 Asy Fiata Autopoland
- 2004
  - 2e étape du Tour de Pologne
  - 2e du Tour du Maroc
- 2005
  - Coupe Sels
  - 2e étape du Tour de Bulgarie (contre-la-montre par équipes)
  - 2e de la Flèche du Sud
- 2006
  - 7e étape du Bałtyk-Karkonosze Tour
  - 1re étape du Tour of Malopolska
  - 2e du Szlakiem Grodów Piastowskich
  - 2e du Mémorial Andrzej Trochanowski
  - 2e de la Course de Solidarność et des champions olympiques
  - 2e du Mémorial Henryk Łasak
  - 3e du Małopolski Wyścig Górski
- 2007
  - Grand Prix Hydraulika Mikolasek
  - 7e étape du Bałtyk-Karkonosze Tour
  - Pomorski Klasyk
  - 1re étape du Tour de Slovaquie
  - 1rea et 5e étapes du Tour de Croatie
  - 3e du Grand Prix Kooperativa
  - 3e du Tour de Slovaquie
  - 3e du Szlakiem Walk Majora Hubala
- 2008
  -  Champion de Pologne sur route
  - Mazovia Tour :
    - Classement général
    - 5e étape (contre-la-montre par équipes)

  - Małopolski Wyścig Górski :
    - Classement général
    - 1re étape

  - Memorial im. J. Grundmanna J. Wizowskiego
- 2010
  - 5e étape du Tour de Bavière
  - 3e du championnat de Pologne contre-la-montre
- 2011
  - Course de Solidarność et des champions olympiques :
    - Classement général
    - 3e étape
- 2013
  - Dookoła Mazowsza[1] :
    - Classement général
    - 4e étape (contre-la-montre par équipes)

  - 5e étape du Tour de Bulgarie

## Résultats sur les grands tours

### Tour de France
1 participation 
- 2009 : 146e

## Classements mondiaux
| Année           | 2005 | 2006 | 2007 | 2008 | 2009 | 2010 | 2011 | 2012 | 2013 |
| --------------- | ---- | ---- | ---- | ---- | ---- | ---- | ---- | ---- | ---- |
| UCI Europe Tour | 65e  | 20e  | 49e  | 54e  |      |      | 108e | 397e | 174e |